# Säby församling, Lunds stift
Säby församling var en församling i Lunds stift och i Landskrona kommun. Församlingen uppgick 1995 i Härslövs församling.

## Administrativ historik
Församlingen har medeltida ursprung. .
Församlingen utgjorde tidigt ett eget pastorat för att därefter från omkring 1536 till 1995 vara annexförsamling i pastoratet Härslöv och Säby som från 1942 även omfattade Vadensjö församling och Örja församling och från 1962 Ottarps församling. Församlingen uppgick 1995 i Härslövs församling.

## Kyrkor
- Säby kyrka